# Patrik Skantze
Bengt Patrik Skantze, född den 6 februari 1971 i Stockholm, är en svensk präst och musiker. 
Skantze skivdebuterade 1997 på independentbolaget Mi-Mo Sound Records med den helt instrumentala Music For My Egos Sake där han spelar alla instrument själv. På skivorna Fiction At First View och Hold On To Your Love medverkar också fler musiker under namnet The Free Souls Society. Dessa skivor innehåller även kortare låtar med sång utöver den symfoniska och alternativa rock som präglar delar av Skantzes musik. Han har också varit med att skriva musiken till SVT:s dramaserie Poliser (2006), likaså gjort musik till flera meditationsskivor inom genren Mindfulness, samt skrivit ledmotivet till kortfilmen Vinterdrömmar (2007) som visades på Göteborgs filmfestival. Delar av dessa projekt finns utgivna på A Collection Of Soundtracks.
År 2010 lade Skantze musiken på is tills vidare till förmån för sina teologistudier. I januari 2012 tog Skantze magisterexamen i Nya Testamentets exegetik vid Uppsala universitet.  I juni 2012 prästvigdes Skantze för Strängnäs stift. Efter ett år som pastorsadjunkt i Nyköpings Alla Helgona församling kom han att tjänstgöra som präst och kyrkoherde i Husby-Rekarne och Näshulta församlingar, Sörmland. 2023 tillträdde Skantze som kyrkoherde i Huddinge pastorat.
Sedan 2024 spelar han även i bandet Fria Själars Sällskap, vilket i juli 2025 släppte sin debutsingel Sommarglädje.

## Diskografi
- Music For My Ego's Sake - 1997
- Fiction At First View - 2005
- Hold On To Your Love (EP) - 2007
- A Collection Of Soundtracks 2003-2007
- Sommarglädje / Befria oss / Kommer du att minnas mig (singlar) - 2025